# Między ustami a brzegiem pucharu (powieść)
Między ustami a brzegiem pucharu – powieść Marii Rodziewiczówny opublikowana w 1889.
Tytuł nawiązuje do mitu o Ankajosie.

## Treść
Hrabia Wentzel Croy-Dülmen jest pruskim arystokratą, który nienawidzi wszystkiego co polskie, mimo że sam jest półkrwi Polakiem. Pewnego dnia zakochuje się w pięknej Polce. Uczucie to doprowadzi do jego przemiany.

## Ekranizacja
Na podstawie powieści w 1987 roku został zrealizowany film fabularny o tym samym tytule, w reżyserii Zbigniewa Kuźmińskiego. W rolach głównych wystąpili: Jacek Chmielnik, Katarzyna Gniewkowska i Henryk Bista.